# Michael Ciccarelli
Michael Ciccarelli (ur. 4 września 1996 w Ancaster) – kanadyjski snowboardzista, specjalizujący się w konkurencjach Big Air, slopestyle oraz halfpipe. W 2012 roku wywalczył złoty medal w slopestyle'u podczas igrzysk olimpijskich młodzieży w Innsbrucku. W 2015 roku wystartował na mistrzostwach świata w Kreischbergu, gdzie zajął piąte miejsce w Big Air i szóste w slopestyle'u. Najlepsze wyniki w Pucharze Świata osiągnął w sezonie 2015/2016, kiedy to zajął 10. miejsce w klasyfikacji generalnej AFU. Ponadto w sezonie 2014/2015 był trzeci w klasyfikacji slopestyle'u. Nie startował na igrzyskach olimpijskich.

## Osiągnięcia

### Mistrzostwa świata
| Miejsce | Dzień       | Rok  | Miejscowość | Konkurencja | Zwycięzca     |
| ------- | ----------- | ---- | ----------- | ----------- | ------------- |
| 6.      | 21 stycznia | 2015 | Kreischberg | Slopestyle  | Ryan Stassel  |
| 5.      | 24 stycznia | 2015 | Kreischberg | Big Air     | Roope Tonteri |
| 15.     | 9 lutego    | 2019 | Park City   | Slopestyle  | Chris Corning |

### Puchar Świata

#### Miejsca w klasyfikacji generalnej (AFU)
- sezon 2012/2013: 119.
- sezon 2013/2014: 82.
- sezon 2014/2015: 11.
- sezon 2015/2016: 10.
- sezon 2016/2017: 46.

#### Miejsca na podium w zawodach
1. Stoneham – 21 lutego 2015 (slopestyle) - 1. miejsce
2. Cardrona – 22 sierpnia 2015 (slopestyle) - 3. miejsce
3. Boston – 11 lutego 2016 (Big Air) - 2. miejsce